# Christian Gleerup

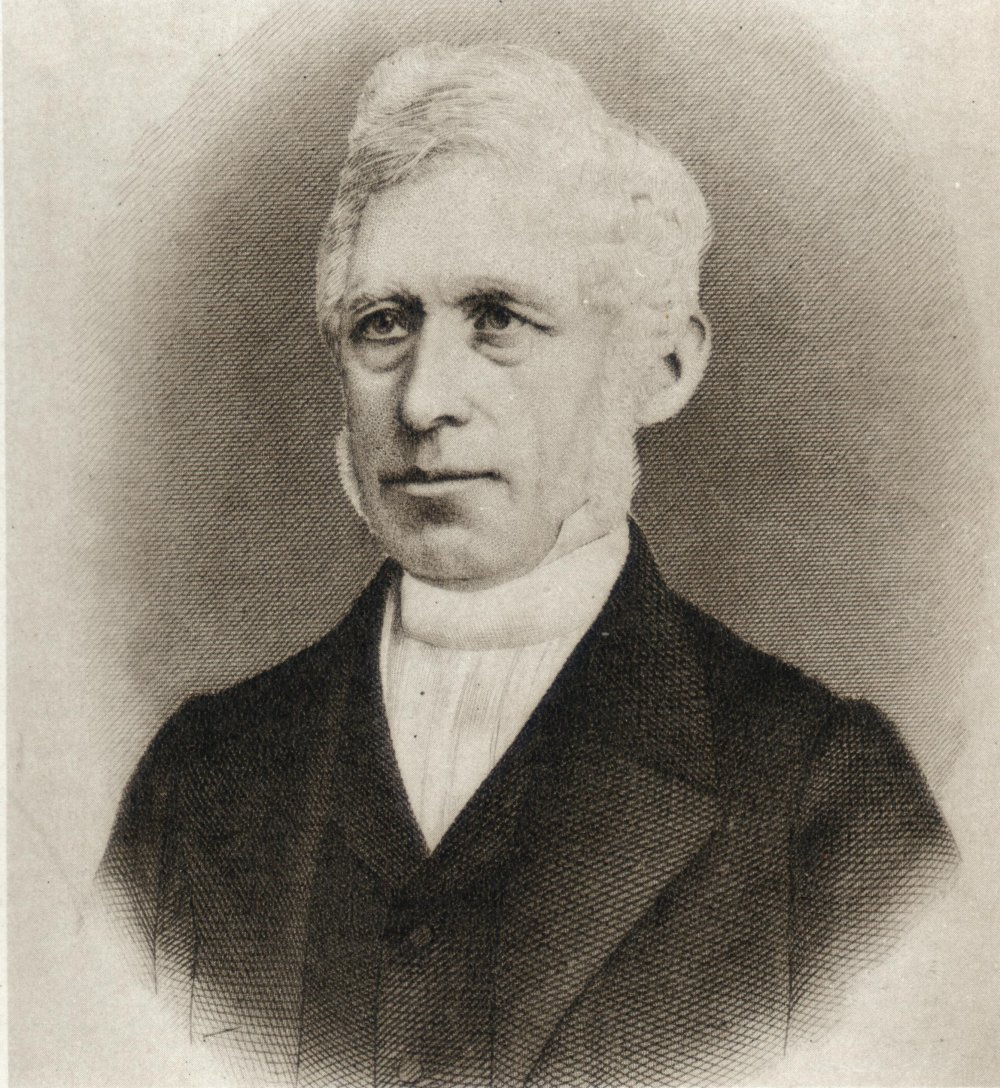
Christian Gleerup

Christian Wilhelm Kyhl (oder Kühl) Gleerup (kurz C.W.K Gleerup) (* 26. September 1800 in Aalborg, Dänemark; † 8. November 1871 in Lund) war ein dänischer, später schwedischer Buchhändler und Verleger.

## Leben
Gleerup arbeitete an verschiedenen Orten Dänemarks als Handelsgehilfe, ab 1823 in der Gyldendalska Buchhandlung in Kopenhagen. Gefördert durch den Buchhändler Jacob Deichmann (1788–1853) zog er 1825 nach Lund und gründete dort 1826 eine Buchhandlung, die aufgrund ihrer internationalen Verbindungen bald zu einer der bedeutendsten des Landes aufstieg und bis heute besteht (als Filiale der Kette Akademibokhandeln). Eine Filiale in Göteborg kam 1830 dazu. Wirtschaftlich abgesichert durch eine Papierwarenhandlung, gründete er auf Anregung des Theologieprofessors Henrik Reuterdahl bald auch einen Verlag, der sich auf christliche Literatur sowie auf wissenschaftliche Bücher und Zeitschriften spezialisierte. Daneben brachte er Gedichte und Übersetzungen von klassischen Werken heraus, unter anderem die bekannteste schwedische Übersetzung der Werke William Shakespeares durch Carl August Hagberg. Ein weiterer Schwerpunkt waren Schulbücher, auf die der Verlag, der bis heute unter dem Namen Gleerups utbildning besteht, sich bald immer mehr konzentrierte.
Gleerup war verheiratet mit Anna Catharina Stäck (1808–1875) und hatte mit ihr 16 Kinder, von denen ihn 13 überlebten. Sein Sohn Jacob Deichmann Gleerup (1834–1914) führte den Verlag weiter.
1863 wurde Gleerup, der schon 1828 die schwedische Staatsangehörigkeit erhalten hatte, als Ritter in den Wasaorden aufgenommen.